# Казер
Казер (фр. Cazères) насеље је и општина у јужној Француској у региону Миди Пирене, у департману Горња Гарона која припада префектури Мире.
По подацима из 2011. године у општини је живело 4781 становника, а густина насељености је износила 244,55 становника/km². Општина се простире на површини од 19,55 km². Налази се на средњој надморској висини од 240 метара (максималној 362 m, а минималној 215 m).

## Демографија
| 1962. | 1968. | 1975. | 1982. | 1990. | 1999. | 2011. |
| ----- | ----- | ----- | ----- | ----- | ----- | ----- |
| 3.050 | 3.405 | 3.419 | 3.294 | 3.155 | 3.260 | 4.781 |

График промене броја становника у току последњих година